# البنك التجاري المغربي
البنك التجاري المغربي (بالفرنسية: banque Commerciale du Maroc)‏ ويُعرف اختصارا بـ B. C. M. هو بنك تأسس في عام 1911 في المغرب، حيث كان الجزء الأكبر منه مملوك لمجموعة أونا، لكن في عام 2004 تم دمجه مع بنك الوفاء ليُصبح بنكا جديدا تحت مسمى التجاري وفا بنك.
أبرز المساهمين في البنك التجاري المغربي كات دويتشه بنك.

## نظرة عامة
في عام 1999، بلغ رأس مال البنك التجاري المغربي 1,325,000,000.00 درهم أما مجموع أسهمه كلها فقد وصلت إلى ما مجموعه 13,250,000 سهم. يقع مقر البنك يقع في الشارع رقم 2 مولاي يوسف بالدار البيضاء، المغرب.
وفي عام 2002، بلغ رأس مال بنك الوفاء ما قيمته 639,482,700 درهم مغربي.
في عام 2004، عَمِدَ البنك التجاري المغربي إلى الزيادة في رأس المال عن طريق مساهماته العينية وامتلاكه لعدد من الأوراق المالية التي بلغت 5,580,421 بالإضافة إلى نهجه أساليب صرفية مختلفة نوعا ما، مما أدى إلى زيادة في رأس المال؛ وبعد اندماجه مع بنك الوفاء الذي كان حينها يملك عدد من الأوراق المالية والتي قُدرت بـ 34,038 إلا أن أساليب الصرف كانت محفوظة لمساهمي وفابنك فيما بعد، ثم تلى ذلك تعديل اسم الشركة إلى التجاري وفا بنك مع إجمالي عدد أسهم بلغ 19,299,596.
اعتبارا من تموز/يوليو من العام 2008، أصبح رأس مال شركة التجاري وفا بنك 1.929.959.600 درهم مغربي، وهو ما يُعادل تقريبا 265 مليون دولار أمريكي، أما أصول البنك فقد اقتربت من 30 بيليون دولار أمريكي. هذا وتجدر الإشارة إلى أن مقر البنك الجديد (بعد الاندماج) لم يتغير حيث لا زال في نفس شارع مولاي يوسف بالدار البيضاء.